# 塔梅縣
塔梅县是越南同塔省下辖的一个县。

## 地理
塔梅县位于同塔梅平原，西北接三农县，西南接高岭县，东南接前江省丐𦨭县，东北接隆安省新兴县和新盛县。

## 历史
1976年，美安县并入高岭县，隶属同塔省。
1981年1月5日，高岭县以兴盛社、美安社、美和社、长春社、清美社、督兵乔社、美贵社、美东社8社析置塔梅县，县莅美安社。
1984年3月6日，调整美和社、督兵乔社、美安社、清美社4社地界，析置新乔社、富田社和美安市镇。
1997年9月23日，兴盛社析置盛利社。
后来，美东社析置廊汴社。

## 行政区划
塔梅县下辖1市镇12社，县莅美安市镇。
- 美安市镇（Thị trấn Mỹ An）
- 督兵乔社（Xã Đốc Binh Kiều）
- 兴盛社（Xã Hưng Thạnh）
- 廊汴社（Xã Láng Biển）
- 美安社（Xã Mỹ An）
- 美东社（Xã Mỹ Đông）
- 美和社（Xã Mỹ Hòa）
- 美贵社（Xã Mỹ Quý）
- 新乔社（Xã Tân Kiều）
- 富田社（Xã Phú Điền）
- 盛利社（Xã Thạnh Lợi）
- 清美社（Xã Thanh Mỹ）
- 长春社（Xã Trường Xuân）

## 经济
塔梅地处低洼的平原，以种植业、水产养殖为主，是湄公河三角洲重要的粮仓。丰年时，粮食可以出口东南亚其他国家，乃至非洲。